# لمياء (مدينة)
لمياء : (باليونانية: Λαμία)، ( بالإنجليزية: Lamya) مدينة تقع في وسط اليونان وهي عاصمة منطقة وسط اليونان الإدارية (ستيريا إلاذا)، وأيضا مركز مقاطعة فثيوتيس التابعة لوسط اليونان تبعد عن العاصمة أثينا مسافة 210 كيلومتر.

## الموقع، التسمية والسكان
تقع المدينة في وسط اليونان أسفل هضبتين مكسوتين بالغابات ضمن الجزء الشرقي لوادي نهر سبرخيوس، وتبعد مسافة 10 كيلومتر عن خليج مالياكوس التابع لبحر إيجة. يبلغ عدد سكانها حوالي 60,000 نسمة.
هناك روايتان تفسران تسمية المدينة، الأولى ترجعها إلى شخصية لمياء الأسطورية ابنة بوسايدون وملكة التراخينيين، الرواية الثانية ترجع تسميتها إلى الماليين سكان المنطقة المحيطة بالمدينة.
بينما كانت تدعى هذه المدينة خلال القرون الوسطى زيتونيون (Zetounion) ، وخلال العهد العثماني إزتن (Iztin).

## التاريخ
توجد في لمياء العديد من الشواهد التي تدل على أن المنطقة كانت مسكونة منذ قديم الزمان (منذ الألفية الخامسة قبل الميلاد)، ولكنها أول ما ذكرت في التاريخ كانت كمركز عسكري إسبارطي حوالي العام 424 ق.م، ثم لاحقاً كانت مركزاً للنزاع بين الأثينيين و المقدونيين خلال الحرب اللمومية (323-322 ق.م)، والتي انتهت بانتصار المقدونيين. في القرن الثالث قبل الميلاد خضعت المدينة لنفوذ أيتوليا، واستمر هذا حتى قدوم الرومان  عام 190 ق.م.
خلال العصر البيزنطي وخلال القرون الوسطى كانت المدينة تدعى زيتوني، ويعتقد أن هذا الاسم قادم من اللغة العربية من الزيتون، واستمر هذا الاسم مستخدماً أثناء العهد العثماني.
أصبحت المدينة جزءاً من الدولة اليونانية الحديثة عام 1829 م. كمدينة حدودية لهذه الدولة حديثة التكوين.

## المعالم الأساسية
- القلعة (Kastro) : وهي قلعة تعود للقرون الوسطى عندما كانت المدينة خاضعة لنفوذ دوقية نيو-باتراس الكتلانية (1319-1393م)، وهذه القلعة مبنية على موقع أثري يعود للعصر الإغريقي الكلاسيكي، تحتل هذه القلعة موقعاً مطلاً على المدينة من الشرق، الغرب، والجنوب.
- متحف لمياء الأركيولوجي: و يقع بالقرب من القلعة يحتوي على مجموعة أثرية تعود للعصر النيوليثي و حتى العصر الروماني.
- ساحة إلفثرياس (الحرية): و هي مركز المدينة، وتوجد ضمنها كاتدرائية ومركز المقاطعة.

## متفرقات
- النادي الرياضي الأهم في المدينة هو لمياء أف سي.